# 奧斯托夫湖

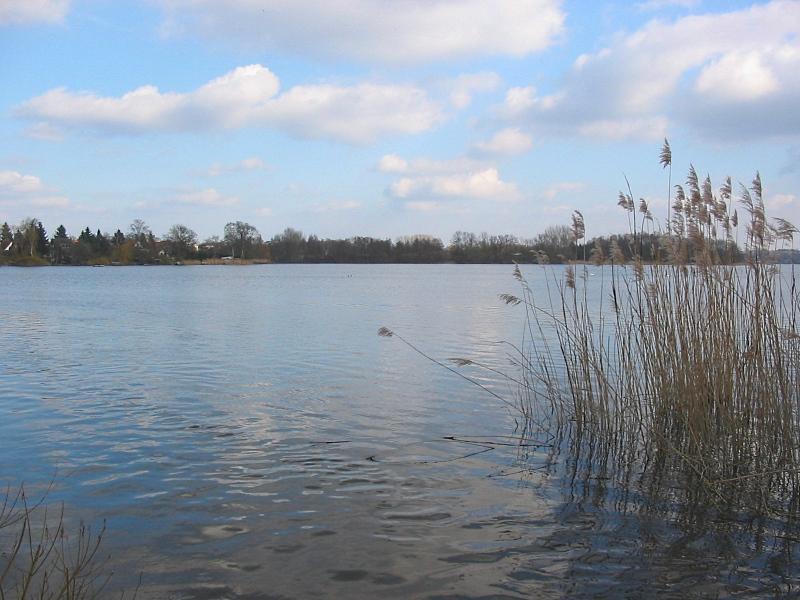

奧斯托夫湖（德語：Ostorfer See），是德國的湖泊，位於該國東北部梅克倫堡-前波美拉尼亞州，由什未林負責管轄，面積2.1平方公里，海拔高度40米，平均水深2.9米，最高水深5.1米。